# All In (2018)
All In est un spectacle de catch diffusé en paiement à la séance qui s'est déroulé le 1er septembre 2018 au Sears Centre de Hoffman Estates dans l'Illinois. Il est organisé par les catcheurs Cody Rhodes et les Young Bucks (Matt et Nick Jackson). Ce spectacle est un succès tant financier que critique.

## Contexte

### Production
Fin novembre 2017, Cody Rhodes et les Young Bucks (Matt et Nick Jackson) annoncent qu'ils comptent organiser un grand spectacle de catch dans une salle pouvant accueillir au moins 10 000 spectateurs.
| Matchs | Stipulation                                             | Durée | |
| --- | ------------------------------------------------------- | ----- | --- |
| SoCal Uncensored (Frankie Kazarian et Scorpio Sky) def. The Briscoe Brothers (Jay Briscoe et Mark Briscoe) | Tag Team match                                          | 12:33 | - Kazarian a effectué le tombé final après un Flux Capacitor                                                                           |
| Flip Gordon remporte une bataille royale de 19 hommes                                                      | Battle Royal 19-Man                                     | 17:06 | - Flip Gordon obtient un match contre Jay Lethal pour le ROH World Championship                                                        |
| Matt Cross def. Maxwell Jacob Friedman                                                                     | Match simple                                            | 9:23  | - Matt Cross a effectué le tombé après un Shooting Star Press                                                                          |
| Christopher Daniels def. Stephen Amell                                                                     | Match simple                                            | 12:30 | - Jerry Lynn est l'arbitre spécial - Christopher Daniels a effectué le tombé après un Best Moonsault Ever                              |
| Tessa Blanchard def. Chelsea Green, Madison Rayne et Britt Baker                                           | Fatal Four Way Elimination match                        | 12:41 | - Tessa Blanchard a éliminé Chelsea Green en dernière après un Hammerlock DDT                                                          |
| Cody def. Nick Aldis (c)                                                                                   | Match simple pour le NWA World Heavyweight Championship | 22:01 | - Cody a contré un Sunset Flip de Nick Aldis et remporte le match sur un roll-up - Cody remporte le NWA World Heavyweight Championship |
| Hangman Page def. Joey Janela                                                                              | Chicago Street Fight                                    | 20:08 | - Hangman Page a effectué le tombé après un Rite of Passage du haut d'une échelle à travers une table                                  |
| Jay Lethal (c) def. Flip Gordon                                                                            | Match simple pour le ROH World Championship             | 14:21 | - Jay Lethal a effectué le tombé après un Lethal Injection - Jay Lethal conserve le ROH World Championship                             |
| Kenny Omega def. Pentagón Jr.                                                                              | Match simple                                            | 17:47 | - Kenny Omega a effectué le tombé après un One-Winged Angel - Après le match Kenny Omega se fait attaquer par Chris Jericho            |
| Kazuchika Okada def. Marty Scurll                                                                          | Match simple                                            | 26:05 | - Kazuchika Okada a effectué le tombé après un Rainmaker                                                                               |
| The Elite (Matt Jackson, Nick Jackson et Kota Ibushi) def. Rey Mysterio, Fénix et Bandido                  | Six-Man Tag Team Champion                               | 11:48 | - Matt Jackson et Nick Jackson font un Meltzer Driver sur Bandido avant de gagner le match par tombé                                   |